# Concepción (provins)
Concepción (spansk: Provincia de Concepción) er en provins i den chilenske region Biobío. Hovedbyen er Concepción. Provinsen dækker et areal på 3.439,5 km², og den har 912.889 indbyggere (2002).